# 2014 a tudományban

## Orvostudomány
- október 28. - Ferenc pápa elismerte: van evolúció[1]

## Űrkutatás, kozmológia
- március 14. - bejelentették, hogy olyan jeleket detektáltak az űrből, melyek az ősrobbanás pillanatában keletkezhettek,[2] majd nyárra cáfolták a felfedezést
- július 10. - pályára állt a SpaceX rakétájával fellőtt öt műhold, így a magán-űrkutatás lendületet kapott
- november 12. – Megérkezik a Csurjumov–Geraszimenko üstökösre a Rosetta űrszonda Philae leszállóegysége, mely az első emberi eszköz, ami üstökösre szállt le.

## Díjak
- Nobel-díjak
  - Kémiai Nobel-díj: Eric Betzig, Stefan Hell, William Moerner
  - Fizikai Nobel-díj: Nakamura Súdzsi, Akaszaki Iszamu és Amano Hirosi
  - Fiziológiai és orvostudományi Nobel-díj: John O’Keefe, Sir May-Britt Moser és Edvard Moser
  - Közgazdasági Nobel-emlékdíj: Jean Tirole
- Abel-díj: Jakov Grigorjevics Szinaj
- Királyi Csillagászati Társaság Aranyérme: Carlos Frenk, John Zarnecki

## Halálozások
- január 9. - Dale T. Mortensen, Nobel-díjas amerikai közgazdász
- május 3. - Gary Becker, Nobel-díjas amerikai közgazdász
- május 17. - Gerald M. Edelman Nobel-díjas amerikai immunológus
- szeptember 30. - Martin Lewis Perl Nobel-díjas amerikai fizikus
- november 16. – Szépfalusy Péter, fizikus, akadémikus
- november 16. – Karasszon Dénes, állatorvos, tudománytörténész
- december 31. – Jolesz A. Ferenc, magyar idegsebész, radiológus